# Yoke (essai atomique)
 (janvier 2017).
Yoke est le nom de code d'un essai nucléaire atmosphérique prévu par l'armée américaine le 30 avril 1948 mais réalisé le 1er mai à cause de vents défavorables. Le test est réalisé sur l'île d'Aomon dans l'atoll d'Eniwetok (océan Pacifique) dans le cadre de l'opération Sandstone.  
C'est le deuxième essai de cette opération (X-Ray se déroulant 17 jours plus tôt et Zebra 15 jours plus tard).

## Objectifs
Les objectifs de cet essai, et plus généralement de l'opération Sandstone, sont de :
- tester les cœurs nucléaires et les initiateurs d'explosion ;
- améliorer la théorie et la connaissance des armes à implosion ;
- tester les cœurs en suspension ;
- tester les cœurs composites ;
- établir les conceptions les plus économiques en matière d'usage efficace de matériau fissile.

## Explosion
L'engin explosif Yoke comprend un cœur en suspension seulement composé d'uranium 235. Il est mis à feu à 6 h 9. Les observateurs voient un éclair similaire à celui de l'essai précédent tout comme ils ressentent la même chaleur irradiée, mais le nuage de condensation s'élève à 11 km et le bruit de l'explosion est plus intense. Un observateur compare le bruit à celui d'« un sac en papier gonflé qui est écrasé avec beaucoup de force dans une petite pièce ». Sa puissance de 49 kilotonnes est en effet la plus puissante explosion nucléaire à ce moment, mais l'engin est jugé inefficace car il consomme beaucoup de matériau fissile.

## Problèmes logistiques et sanitaires
L'un des hommes ayant retiré l'un des filtres d'un B-17 téléguidé après l'essai découvre des brûlures sur ses mains et est hospitalisé, mais reçoit son congé le 28 mai. Le char d'assaut léger téléguidé utilisé pour l'essai X-Ray mais également celui-ci éprouve à nouveau une panne, mais cette fois-ci des échantillons sont prélevés du sol du cratère par un char de remplacement. Les deux chars seront jetés dans l'océan plus tard.